# Carl Blos

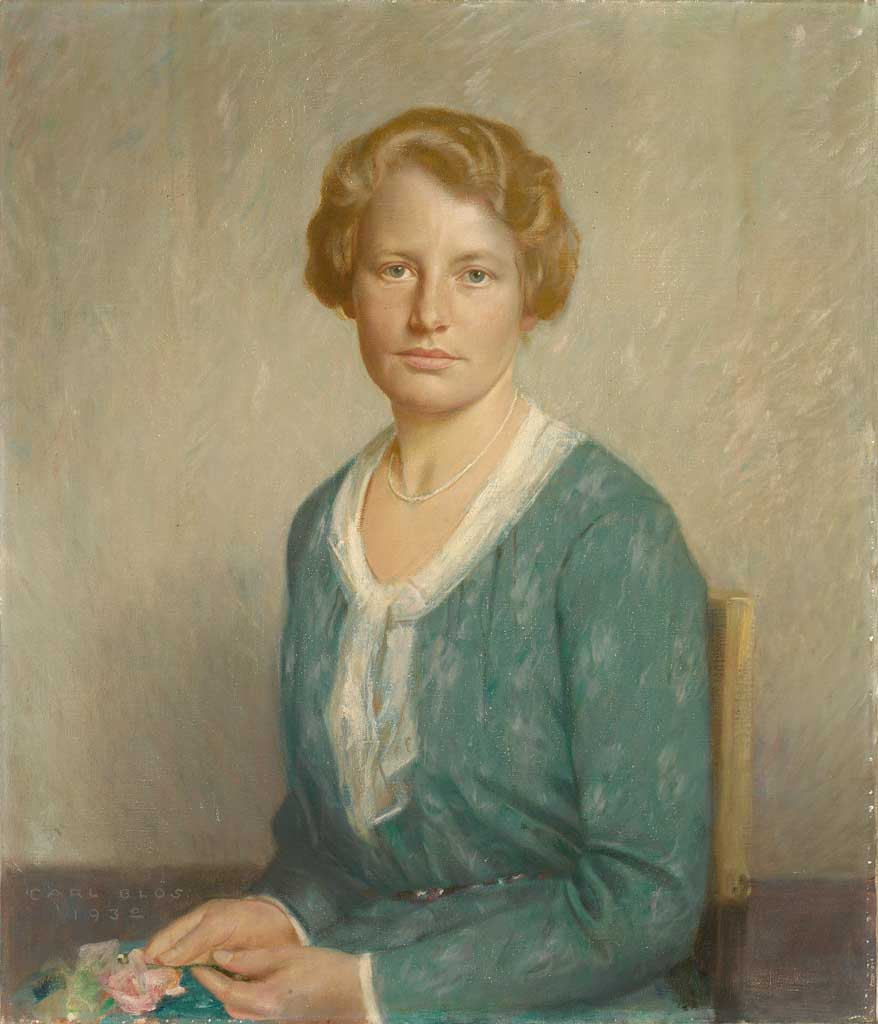
Retrat d'una dona jove

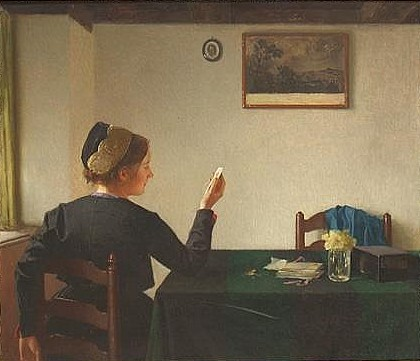
Interior amb una dona jove amb vestit tradicional, en una taula

Carl Blos   (Mannheim, 24 de novembre de 1860 - Múnic, 19 de novembre de 1941) va ser un pintor alemany de retrats, paisatges i gèneres.

## Vida i obra
Va començar les seves lliçons d'art de 1878 a 1880, a la Kunstgewerbeschule (escola d'arts i oficis) de Karlsruhe. De 1881 a 1883, va continuar els seus estudis a l’Acadèmia de Belles Arts allà, sota la direcció de Karl Hoff. El 1887, havia completat els seus estudis a l'Acadèmia de Belles Arts de Múnic, on el seu principal instructor era Wilhelm Lindenschmit. Durant els seus dos últims anys allà, també va treballar al taller de Lindenschmit.
Va ser guardonat amb la medalla de l'Acadèmia el 1884 i va rebre una petita medalla d'or a la Große Berliner Kunstausstellung de 1896.
Més tard, es va convertir en membre del Luitpold-Gruppe moderadament progressista. El 1902, va ser nomenat professor a la seva alma mater, l'Acadèmia de Múnic.
El 1905 va rebre la Großen Medaille el 1905 i el Premi Lenbach de la ciutat de Munic el 1937. Diverses obres seves es van vendre a la Große Deutsche Kunstausstellung de 1939, una exposició destinada a posar en valor l'art que va ser aprovat pel Partit Nazi.